# اوسترسوندوم
اوسْتِرسونْدوم (به فنلاندی: Östersundom) یک منطقهٔ مسکونی در فنلاند است که در هلسینکی واقع شده است. اوسترسوندوم ۵۴۲ نفر جمعیت دارد.